# Information Card
Een Information Card (Infocard of i-card) is een visuele representatie van een digitaal identiteitsbewijs. De Infocard kan door iemand worden gebruikt om zich aan te melden op een website, zonder een gebruikersnaam of een wachtwoord op te hoeven geven.

## De kaart
Information Card is de naam van het digitale identiteitsbewijs. Om het voor gebruikers duidelijk te maken hoe digitale identiteitsbewijzen gebruikt kunnen worden, is ervoor gekozen de metafoor van het visitekaartje in een portefeuille te gebruiken. De visuele weergave van het digitale identiteitsbewijs lijkt dan ook sterk op die van een visitekaartje. Op de InfoCard zijn verschillende objecten zichtbaar te maken. Zo kan de naam van de gebruiker getoond worden, maar ook afbeeldingen van de instantie die het kaartje uitgeeft.
Er bestaan twee soorten kaarten:
- de managed card, dit is een Information Card die wordt uitgegeven door een externe Identity Provider.
- de self issued card, een kaart die een gebruiker zelf kan creëren vanuit de Identity Selector.

De managed card is zelf ook weer in twee varianten leverbaar:
- auditing mode: de identity provider weet wie de relying party is en kan bepalen welke informatie op een veilige manier prijsgegeven kan worden
- non-auditing mode, ook wel de privacy mode: de identity provider heeft geen weet van de relying party en kan dan ook geen invloed uitoefenen op de informatie die door de kaart aan de relying party wordt overgedragen

Naast de identificerende gegevens (zoals een gebruikersnaam), kan een kaart ook aanvullende gegevens bevatten. Deze gegevens worden in de vorm van claims opgeslagen in het digitale identiteitsbewijs. Deze werkwijze kan wellicht worden vergeleken met een rijbewijs: naast de identificerende gegevens, staat er bijvoorbeeld ook dat de bezitter van het rijbewijs met een motorfiets mag rijden. Dat kenmerk is te beschouwen als een claim.

## Standaard
Infocard is ontwikkeld door Microsoft als onderdeel van het Identity Metasystem. Geestelijk vader is Kim Cameron.
Het mechanisme werkt doordat er een koppeling is gedefinieerd tussen de browser waarmee de gebruiker een website benadert en de Identity Selector. De browser moet namelijk weten dat de Identity Selector op de pc van de gebruiker moet worden geopend als de gebruiker op het Infocard pictogram klikt.

## Gebruik van de kaart
De kaart kan worden gebruikt om toegang te krijgen tot websites die overweg kunnen met Infocard. Websites die daarvoor geschikt zijn, zijn herkenbaar aan het paarse Infocard pictogram. Door daarop te klikken wordt de identity selector van de pc van de gebruiker geopend en kan de gebruiker een toepasselijke digitale identiteit selecteren door op de betreffende Information Card te klikken. Vervolgens wordt de gebruiker met die identiteit aangemeld op de website.
De Infocard wordt bewaard in een digitale portefeuille (de Identity Selector) waar alleen de eigenaar zelf toegang toe heeft. De gegevens in de Identity Selector zijn beveiligd door toepassing van beveiligingstechnieken zoals encryptie.
De identity selector laat de gebruiker alleen een infocard kiezen die voldoet aan de eisen van de Relying Party, de server waar de gebruiker wil aanloggen. Als de relying party een managed card vereist, dan kan de gebruiker niet een self issued card aanbieden. Als de relying party een specifieke claim vereist, dan kan de gebruiker ook alleen een infocard kiezen die de vereist claim heeft.

## Bekende implementaties
Omdat de onderliggende technieken door Microsoft zijn gepubliceerd, is het mechanisme platformonafhankelijk. Er zijn inmiddels Identity Selectors voor de meest gebruikte computersystemen.
De Identity selector van Microsoft Windows Vista en Windows XP (met Service Pack 3) heet CardSpace.
Voor de Apple's Mac OS is DigitalMe ontwikkeld, waarvan inmiddels ook versies voor diverse Linuxdistributies beschikbaar zijn.
Novell en andere partijen hebben het Higgins framework ontwikkeld, dat compatible is met Infocard.
OSIS is een open source Identity Selector.

## Alternatief
Ook OpenID is een oplossing voor het gebruik van een enkelvoudige digitale identiteit op het internet. OpenID is eveneens een open standaard. Verschillende partijen hebben de OpenID en CardSpace faciliteiten met elkaar gekoppeld.